# Linia kolejowa nr 239
Linia kolejowa nr 239 – wykreślona z ewidencji PKP PLK, jednotorowa, niezelektryfikowana linia kolejowa, łącząca stacje Mogilno i Orchowo.

## Historia
Pierwsze przesłanki zmierzające ku rozpoczęciu budowy linii kolejowej do Orchowa zrodziły się w 1904 roku w kontekście budowy nowej linii kolejowej Września – Witkowo – Mogilno – Barcin – Łabiszyn – Bydgoszcz. Odcinek Witkowo – Mogilno – Barcin miał według relacji Gazety Grudziądzkiej (1904/87) ułatwić komunikację niemieckim kolonistom zamieszkującym te tereny. Na przestrzeni lat toczyły się dyskusje o docelowym przebiegu trasy. 14 lipca 1911 roku ogłoszono, iż finansowanie na budowę nowej linii kolejowej otrzymał odcinek Mogilno-Orchowo. Budowę linii rozpoczęto w 1913 roku. Największe problemy sprawiało pokonanie Jeziora Mogileńskiego. Wał, kilkukrotnie budowany przez jezioro, ulegał zawaleniu. Ostatecznie zdecydowano o wybudowaniu mostu na przesmyku między jeziorami Mogileńskim i Żabieńskim, który jest jednym z najokazalszych na całej linii; jego jednoprzęsłowa, stalowa, w całości nitowana konstrukcja z 1916, podparta na 2 betonowych przyczółkach, zachowała się do dzisiaj w miejscowości Żabno. Odcinek Mogilno – Kwieciszewo uruchomiono 2 października 1916 roku, natomiast kilka tygodni później linię przedłużono do stacji Gębice. Odcinek do Orchowa uruchomiono w 1921 roku. Na całej trasie znajduje się aż 25 mostów i wiaduktów, które umożliwiają bezkolizyjny ruch pociągów. Trasa wiedzie przez malownicze tereny polodowcowe z wieloma jeziorami rynnowymi. W 1960 linią kursowały trzy pary pociągów, w tym jedna para bezpośrednio z Barcina. Czas przejazdu wynosił od 46 minut do 71 minut; różnica ta wynikała z doczepiania do niektórych składów także wagonów towarowych, które pozostawiano na stacjach pośrednich: Kwieciszewo, Gębice, Procyń i Różanna. Ostatni pociąg pasażerski przejechał tą trasą w 1987 roku, pomimo przeprowadzonego w 1984 remontu linii. W rezultacie Sieciowy Rozkład Jazdy Pociągów, ważny od 31.05.1987 do 28.05.1988, informuje o „wstrzymaniu ruchu pociągów pasażerskich do odwołania”. Ruch pociągów towarowych zawieszono w 1994 roku.
Pod koniec maja 2015 PKP poinformowało gminę Mogilno i gminę Orchowo o podjęciu czynności zmierzających do fizycznej likwidacji linii. 24 września 2015 władze lokalne oraz miejscowi sympatycy kolei doszli w Bydgoszczy do porozumienia z przedstawicielami PKP, zgodnie z którym zaniechano zamiaru likwidacji linii. 
W porównaniu z linią Mogilno – Strzelno, linia Mogilno – Orchowo nie jest linią zdewastowaną. Między Kwieciszewem a Gębicami skradzionych zostało około 150 metrów torów, natomiast w Orchowie spróchniały drewniane podrozjezdnice. Na całej linii (z wyjątkiem rozjazdów) podkłady są betonowe. W przypadku wznowienia przewozów wymagany byłby remont bieżący linii połączony z wymianą mostownic na mostach.
10 stycznia 2018 burmistrz Mogilna poinformował, że pojawił się podmiot zainteresowany uruchomieniem przewozów towarowych do Orchowa. 
Od 2004 roku na linii działa kolej drezynowa prowadzona przez działaczy Mogileńskiego Stowarzyszenia Sympatyków Kolei.
17 marca 2024 odbył się, zorganizowany przez Kujawsko-Pomorskie Stowarzyszenie Rozwoju Transportu Publicznego, protest przeciwko likwidacji linii. Do tego czasu rozebrano ponad kilometr trasy.

## Galeria

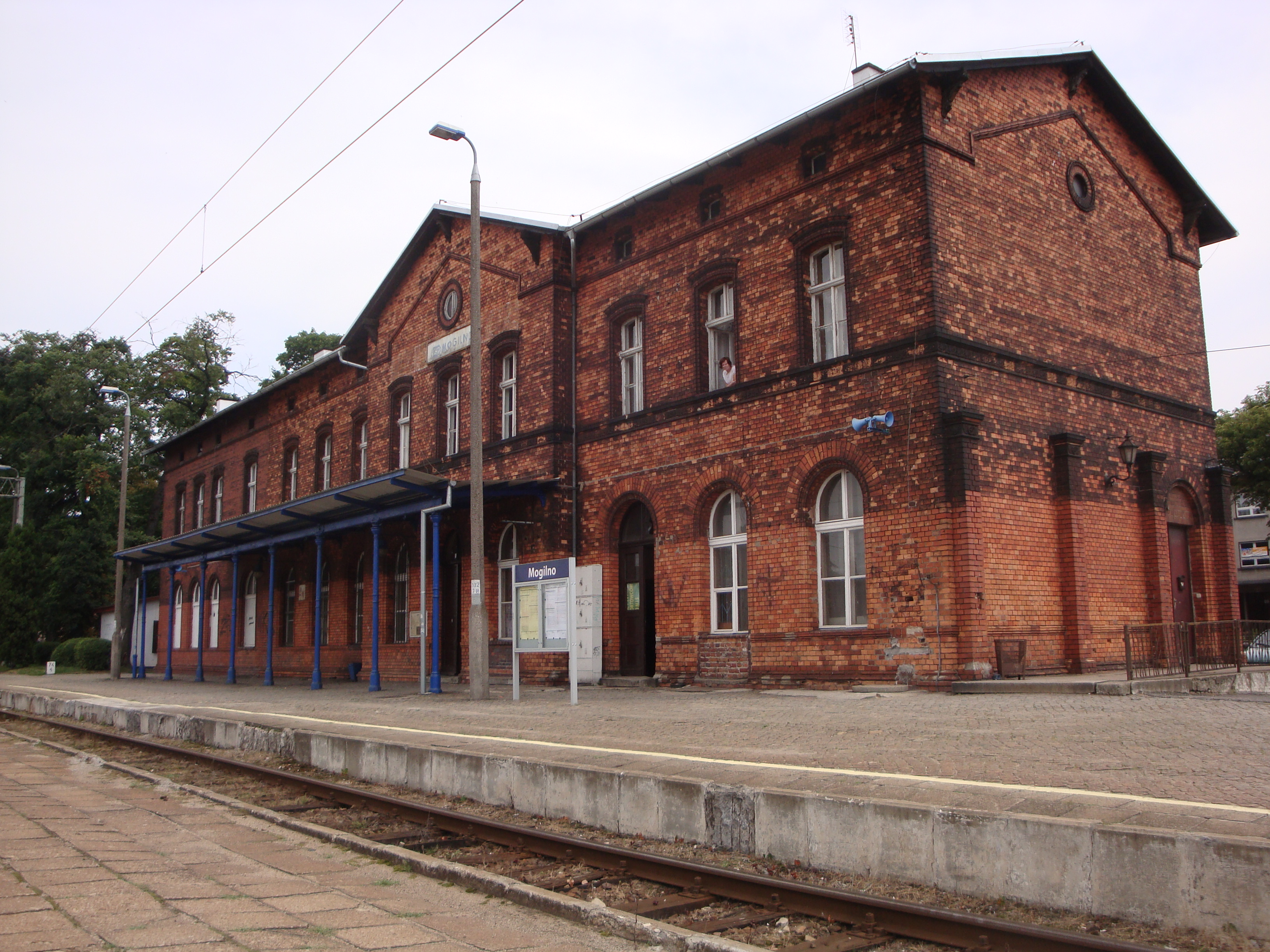
Linia przy peronie 1 na stacji Mogilno
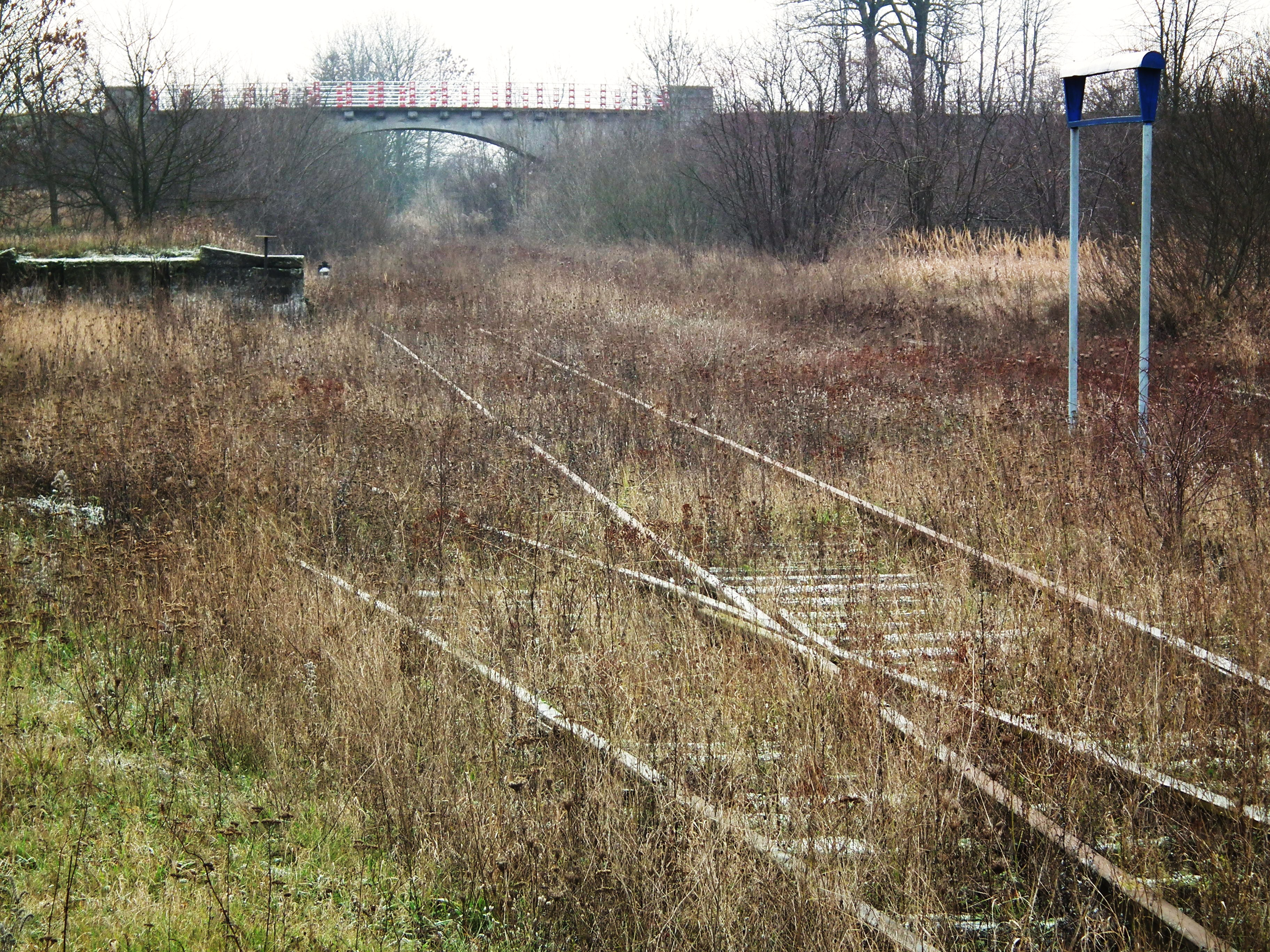
Tory na stacji Orchowo